# 그리스도는 에볼리에서 멈추었다
《그리스도는 에볼리에서 멈추었다》(Cristo si e fermato a Eboli, Christ Stopped at Eboli, 미국 개봉명: 에볼리/Eboli)는 프랑스에서 제작된 프란체스코 로시 감독의 1979년 드라마, 전쟁 영화이다. 지안 마리아 볼론테 등이 주연으로 출연하였다.

## 출연

### 주연
- 지안 마리아 볼론테
- 파올로 보나첼리

### 조연
- 알레인 커니
- 레아 마사리